# Tranquility Base Hotel & Casino
Tranquility Base Hotel & Casino (estilizado Tranquility Base Hotel + Casino) é o sexto álbum de estúdio da banda inglesa de indie rock Arctic Monkeys. Foi lançado em 11 de maio de 2018 pela Domino Records, cinco anos após o lançamento de seu antecessor, AM (de 2013). Foi produzido pelo colaborador de longa data da banda, o músico James Ford, e também pelo vocalista e guitarrista do grupo, Alex Turner.

## Composição
Segundo a banda, o vocalista Alex Turner compôs o álbum praticamente sozinho em um estúdio montado em sua casa, em um piano que ganhou de presente em seu aniversário de 30 anos. A principal temática aqui não são mais as noites de bebedeira, os casacos de couro e as mulheres vistas no AM, e sim uma temática espacial e futurista, misturado com vintage, influenciada por música dos anos 70 e com composições que lembram sucessos da banda Pink Floyd e do cantor David Bowie.
O ritmo também mostrou-se diferente. Agora mais lento, dando mais espaço para Turner construir as letras sem ter de se preocupar com violentos solos de guitarra. “Eu recebi um piano quando fiz 30 anos... Sentar-me ao piano ajudou-me a inventar um novo ângulo para abordar as composições, não apenas a música, mas as letras também – se é que isso faz sentido.”, revelou Turner à Entertainment Weekly. Tranquility Base ainda tem o cinema como inspiração, mais precisamente a ficção científica de Stanley Kubrick.
Este álbum teve influências do compositor e cantor, Lô Borges, do movimento musical Clube da Esquina. Segundo Alex Turner, houve inspiração na faixa Aos Barões, presente no Disco do Tênis, que foi produzido logo após o Clube da Esquina (álbum).

## Promoção
O lançamento de Tranquility Base Hotel & Casino foi anunciado em 5 de abril de 2018, através de um curto vídeo dirigido por Ben Chappell. O clipe mostra um modelo da arte da capa do álbum e inclui um número de sons do disco. Nenhum single foi liberado antes do lançamento do álbum para promovê-lo.

## Clipes
No dia 13 de maio de 2018, a banda liberou um videoclipe no YouTube da música "Four Out of Five", uma das mais tocadas na promoção do álbum pela banda. Segundo análise feita por Paula Jacob, do Arte do Cinema, o visual do vídeo teve "influências surpreendentes", trazendo como possível inspiração 2001: A Space Odyssey, Barry Lyndon, The Shining, Laranja Mecânica e De Olhos Bem Fechados, sendo todos esses filmes de Stanley Kubrick, talvez como "uma possível homenagem ao cineasta britânico". Paula Jacob completou dizendo: "as cenas e cores [do clipe] são bem similares, com takes que entregam logo de cara da onde que aquela estética surgiu. Sem contar a atmosfera esquisita e um pouco aterrorizante das cenas, clima que Kubrick era mestre em fazer. Uma homenagem que merece todo o reconhecimento, felizmente. O clipe foi dirigido por Ben Chappell & Aaron Brown, e gravado dentro do Castle Howard, em Yorkshire, mesma locação que serviu de palco para as cenas belíssimas de Barry Lyndon."

## Faixas
| CD             |                                                   |         |  |
| N.º            | Título                                            | Duração |  |
| 1.             | "Star Treatment"                                  | 5:54    |  |
| 2.             | "One Point Perspective"                           | 3:28    |  |
| 3.             | "American Sports"                                 | 2:38    |  |
| 4.             | "Tranquility Base Hotel & Casino"                 | 3:31    |  |
| 5.             | "Golden Trunks"                                   | 2:53    |  |
| 6.             | "Four Out of Five"                                | 5:12    |  |
| 7.             | "The World's First Ever Monster Truck Front Flip" | 3:00    |  |
| 8.             | "Science Fiction"                                 | 3:05    |  |
| 9.             | "She Looks Like Fun"                              | 3:02    |  |
| 10.            | "Batphone"                                        | 4:31    |  |
| 11.            | "The Ultracheese"                                 | 3:37    |  |
| Duração total: | Duração total:                                    | 40:51   |  |

## Recepção da crítica
| Críticas profissionais | Críticas profissionais |
| Pontuações agregadas   | Pontuações agregadas   |
| Fonte                  | Avaliação              |
| ---------------------- | ---------------------- |
| Metacritic             | 76/100                 |
| Avaliações da crítica  |                        |
| Fonte                  | Avaliação              |
| The Daily Telegraph    | [ 13 ]                 |
| DIY                    | [ 14 ]                 |
| The Guardian           | [ 15 ]                 |
| The Independent        | [ 16 ]                 |
| Mojo                   | [ 17 ]                 |
| NME                    | [ 18 ]                 |
| Q                      | [ 19 ]                 |
| Rolling Stone          | [ 20 ]                 |
| Slant Magazine         | [ 21 ]                 |
| Uncut                  | 7/10                   |

Tranquility Base Hotel & Casino recebeu críticas geralmente positivas da crítica especializada. No site Metacritic, que reúne todas as principais resenhas e dá uma nota média, de até 100, o disco ficou com uma nota média 76. Thomas Smith da NME notou que o álbum era "divisivo", o descrevendo como "o disco mais intrigante da banda até o momento", afirmando também que "dependendo de onde você está, este álbum pode ser um grande desapontamento ou um glorioso passo para frente". A revista Q descreveu a obra como "maravilhosamente estranho, que faz sentir que o Arctic Monkeys embarcou num projeto paralelo". Uncut elogiou o disco como "discreto mas cativante", porém afirmou que "tinha pouco ritmo e um pequeno estorvo". Roisin O'Connor da The Independent descreveu o album como "criativo, intrigante e completamente diferente".
Escrevendo para o The Guardian, Alexis Petridis elogiou o humor do álbum, mas criticou sua presunção ocasional, notando que "um cara esperto é, as vezes, tudo que [Alex] Turner é". Numa resenha para a Rolling Stone, Jon Dolan exortou a ambição do disco mas também afirmou que "o LP sinuoso não pode suportar o peso do homem com as indulgências do piano", concluindo que a banda "tentou uma mudança estilística que não funciona muito bem" e que "a arte, às vezes agitada, tem um preço".

## Tabelas

### Paradas musicais
| Paradas (2018)                            | Melhor posição |
| ----------------------------------------- | -------------- |
| Alemanha (Offizielle Deutsche Charts)     | 4              |
| Austrália (ARIA)                          | 1              |
| Bélgica (Ultratop Flandres)               | 1              |
| Bélgica (Ultratop Valônia)                | 1              |
| Países Baixos (Dutch Charts)              | 1              |
| Finlândia (Suomen virallinen lista)       | 5              |
| França (SNEP)                             | 1              |
| Irlanda (IRMA)                            | 2              |
| Itália (FIMI)                             | 3              |
| Grécia (IFPI)                             | 12             |
| Nova Zelândia (RMNZ)                      | 2              |
| Noruega (VG-lista)                        | 2              |
| Escócia (Official Scottish Albums)        | 1              |
| Suécia (Sverigetopplistan)                | 8              |
| Reino Unido (Official Albums Chart)       | 1              |
| Reino Unido (UK Independent Albums Chart) | 1              |
| Estados Unidos (Billboard 200)            | 8              |

### Certificações
| País        | Certificador | Certificação |
| ----------- | ------------ | ------------ |
| Reino Unido | BPI          | Ouro         |

## Pessoal
Créditos conforme descrito no álbum.
| Arctic Monkeys - Alex Turner – vocal (todas as faixas), backing vocal (1–10), órgão (1–7, 9, 10), piano (1, 2, 4–7, 9, 10), guitarra (1, 2, 5–7, 9, 10), baixa (4–10), orchestron (1, 2, 4), sintetizador (7, 10), guitarra barítono (1), dolceola (1), crav (4), guitarra acústica (5), baterias (10) - Jamie Cook – guitarra (1, 2, 4–9, 11), guitarra havaiana (1, 3), guitarra acústica (5), guitarra barítono (10) - Nick O'Malley – baixo (1–3, 9, 11), backing vocal (1, 2), guitarra (7), guitarra barítono (8) - Matt Helders – baterias (1–3, 6, 7, 9, 11), percussão (1), backing vocal (1), sintetizadores (8), farfisa (8) Técnico - James Ford – produção, engenharia, mixagem - Alex Turner – produção engenharia - Jimmy Robertson – engenharia - Nico Quéré – engenharia - Anthony Cazade – engenharia - Jonathan Ratovoarisoa – engenharia - Michael Harris – engenharia - Loren Humphrey – engenharia | Músicos adicionais - James Ford – sintetizador (4–6, 9, 10), baterias (1, 4, 7), percussão (1, 5, 6), orchestron (2, 4, 6), vibrafone (1, 2), pedal steel (1, 11), guitarra acústica (3, 6), piano (8, 11), farfisa (1), RMI Rocksichord (1), guitarra barítono (1), cravo (4), programação de sintetizadores (4), órgão (9) - Tom Rowley – guitarra (5, 8), guitarra elétrica (3, 6), guitarra acústica (5, 8), piano (7, 9), guitarra fuzz (3), guitarra elétrica slo (6), guitarra acústica e barítono solo (11) - Zach Dawes – guitarra barítono (3), piano (7) - Tyler Parkford – piano (3), Farfisa (7) - Evan Weiss – guitarra acústica (3, 7) - Loren Humphrey – baterias (6, 8, 9, 11) - James Righton – Wurlitzer (6, 8, 11) - Josephine Stephenson – piano (6, 8, 11) - Cam Avery – backing vocal (9) Artwork - Alex Turner – artwork - Matthew Cooper – design - Zackery Michael – photography - Ben Chappell – band portraits, additional photography |